# Шишацька сотня
Шишацька сотня (1660—1782 рр.) — військово-територіальна одиниця Війська Запорозького з центром у м-ку Шишаки. Створена 1660, як адміністративна одиниця і військовий підрозділ Полтавського полку. У 1663—1665 була в складі Миргородського полку, у 1665—1687 рр. — знову в Полтавському полку. Перед першим Кримським походом, у зв'язку з черговою російсько-турецькою війною, Іван Самойлович для посилення Миргородського полку передав сотню йому, де вона й знаходилась до ліквідації полково-сотенного устрою. Ліквідована 1782. Територія сотні повністю ввійшла до Голтв'янського повіту Київського намісництва.
Сотники: Горобець (Воробей) Григорій (1672), Павлович Яцько (1676), Зарудний Григорій Федорович (1682), Борисенко Пилип (1691 —1692 рр.), Гориздра Опанас (1713), Лісницький Федір (1718 —1725), Лісницький Роман Данилович (1719 —1729), Отрощенко Пилип (1721, н.), Дросенко Іван (1730), Москов Федір (1737), Замиздря Семен (1737, н.), Яковенко Федір (1738 —1765), Шевченко Сидір (1739, н.), Лісницький Микола Романович (1769), Клименко Федір (1772 —1782).
Населені пункти сотні в 1726—1730 рр. за Генеральним слідством про маєтності: м-ко Шишаки; села: Перевіз, Матяшівка. Матяшівка також згадана в документах Генерального слідства про маєтності, як населений пункт Устивицької сотні.
Населені пункти сотні в 1750-х рр.: м. Шишаки, с. Перевіз, с. Матяшівка, х. Маладиківщина.
В Генеральному описі 1765 —1769 в сотні згадане також село Товсте.